# Władimir Popow (ur. 1989)
Władimir Popow (ur. 30 sierpnia 1989) – australijski zapaśnik walczący w stylu klasycznym. Brązowy medalista mistrzostw Wspólnoty Narodów w 2011 roku.
Jest synem radzieckiego zapaśnika Władimira Popowa, brązowego medalisty z igrzysk w Seulu 1988. Jego brat Iwan Popow, również jest zapaśnikiem.